# 페누스 파르사드
페누스 파르사드(고대 아일랜드어: Fénius Farsaid)는 아일랜드 신화에 등장하는 인물이다. 스키티아의 왕이라고 한다. 바흐의 아들이며 마곡의 손자다. 또한 야벳의 장남 고메르의 후손이라는 판본도 있다. 게일어 전통문자인 오감을 고안한 사람으로 신화에는 알려져 있다.
『에린 침략의 서』 M판본 및 A판본에 따르면, 페누스와 그 아들 넬이 바벨탑으로 여행을 갔는데, 여러 언어에 능통했던 넬은 이집트 파라오 킹그리스의 딸 스코타와 결혼하여 기델 글라스를 낳았다. 한편 『학자의 지침서』에서는 페누스가 기델 막 에헤르, 이르 막 네머, 72명의 학자들을 이끌고 바벨탑을 찾아갔는데 너무 늦게 가서 바벨탑은 이미 무너졌고 언어의 혼란이 벌어져 있어서, 자신을 수행해온 학자들을 보내 여러 언어들 중 가장 좋은 부분들만 선별해서 새 언어를 만들고 기델의 이름을 따서 기델어, 곧 고이델어를 만들었다.
『학자의 지침서』에서는 또한 페누스가 네 개의 문자, 곧 히브리 문자, 그리스 문자, 라틴 문자, 마지막으로 오감 문자를 발견했는데, 오감이 마지막으로 만들어졌기에 가장 우월한 문자라고 논하고 있다.